# Джосі Вейлз — людина поза законом
Джосі Вейлз — людина поза законом (англ. The Outlaw Josey Wales) — американський вестерн 1976 року режисера Клінта Іствуда.

## Сюжет
Під час громадянської війни в Америці солдати Півночі нападають на сім'ю фермера Джосі Вейлза. Його дружину і дитину вбивають, і він, одержимий помстою, стає на сторону Півдня. Війна закінчилася, але Джосі не складає зброю. Тепер він — людина поза законом, і за ним полюють представники влади, наймані вбивці й звичайні бандити.

## У ролях
| Актор            | Роль                       |
| ---------------- | -------------------------- |
| Клінт Іствуд     | Джосі Вейлз                |
| Вождь Ден Джордж | самотній Воті              |
| Сондра Лок       | Лора Лі                    |
| Білл Маккінні    | Террілл                    |
| Джон Вернон      | Флетчер                    |
| Пола Трумен      | бабуся Сара                |
| Сем Боттомс      | Джеймі                     |
| Джеральдін Кімс  | Маленький Місячний Промінь |
| Вудро Парфрі     | Саквояжник                 |
| Джойс Джеймісон  | Роуз                       |
| Шеб Вулі         | Тревіс Кобб                |
| Метт Кларк       | Келлі                      |